# Kawaite sōrō
Kawaite sōrō (乾いて候?) è un manga scritto da Kazuo Koike e illustrato da Gōseki Kojima. La serializzazione dell'opera è iniziata in data 25 dicembre 1980 sulla rivista giapponese Manga Action e si è conclusa il 15 luglio 1982, per poi essere pubblicata in otto volumi tankōbon.
L'opera è stata adattata in una serie tv nel biennio 1983/1984 e in un film per la televisione nel 1993, entrambi prodotti e trasmessi dalla Fuji Television. Masakazu Tamura  ha interpretato il ruolo di Kainage Mondo.

## Trama
Kawaite sōrō racconta i primi anni di potere di Tokugawa Yoshimune, l'ottavo shōgun dello shogunato Tokugawa, e del figlio Kainage Mondo, caratterizzati da continue lotte e complotti tra clan avversari e ambiziose riforme in campo sociale ed economico.